# Lebuay Bandung
Lebuay Bandung is een bestuurslaag in het regentschap Lahat van de provincie Zuid-Sumatra, Indonesië. Lebuay Bandung telt 1336 inwoners (volkstelling 2010).